# 石川源
石川 源（いしかわ みなと、男性、1948年 - ）は、東京都出身の日本のクリエイティブディレクター、アートディレクター、グラフィックデザイナー、パッケージデザイナー、写真家、アーティスト。

## 概要
美術大学卒業後、外資系広告代理店のADとして新聞・雑誌広告、TVCFを担当。独立後グラフィックデザインを中心に生活雑貨店のプロデュース、雑誌にインタビューコラム連載、講義講演、自身のアートによる個展、写真撮影・動画制作など多岐に渡って活躍。日本グラフィックデザイナーズ協会会員、日本パッケージデザイン協会会員。日本広告写真家協会正会員

## 経歴
- 1948年-東京生まれ。
- 1971年-多摩美術大学グラフィックデザイン科卒業。古村理主宰のデザインスタジオに入社。
- 1973年-広告代理店「ヤング・アンド・ルビカム」日本支社に入社。82年に同社は電通と合併し「電通ヤング・アンド・ルビカム株式会社」となる。
- 1985年-石川源事務所を赤坂にて開設。
- 1986年-妻の博子と“夫婦でプロデュースする生活雑貨の店”「ファーマーズ・テーブル」を表参道で始める。2011年、同店は恵比寿に移転。
- 1987年~88年-渡米（ニューヨーク）デザイン会社「MUTS&JOY&」にて1年間働く。
- 1989年-石川源事務所を再開し中目黒に移転。

## 主な仕事
- ファーマーズテーブルの全グラフィック
- キリンビールのパッケージデザイン「まろやか酵母」「白麒麟」等
- ハウスオブローゼのパッケージデザイン
- CHARのCDジャケット
- コカコーラのカレンダー
- 横浜市文化振興財団「横浜ダンスコレクション」のグラフィック
- 紅花食品の全グラフィック(CI、パッケージデザイン等）
- すぎもと農園の全グラフィック(CI、パッケージデザイン等）

## 受賞
- ニューヨークADCメリットアワード(1976年)
- 東京都屋外広告賞金賞(1994年)
- ポパイ賞銀賞(1994年)
- ロンドン国際広告賞ファイナリスト賞(1995年)
- ロンドン国際広告賞ファイナリスト賞(1996年)
- スロベニアビエンナーレ金賞受賞)1998年)
- IBA賞(米国)ファイナリスト賞(1999年)
- ジャパンパッケージコンペティション一般雑貨部門賞(2007年)
- 日本パッケージデザイン大賞雑貨部門賞(2007年)
- APA AWARD （日本広告写真家協会）入選(2014〜2024年 毎年連続)

## 展覧会
- 石川源写真展「ポ・ラ・コ・レ」を東京、相模原、名古屋、大阪、神戸、金沢で開催(1993年～)
- 武田秀雄と大阪にて、彫刻による2人展(1999年)
- ポラロイド写真展「ポ・ラ・コ・レ」3×3(2000年)
- 「いしかわみなとポラロイド写真展・ぽらり東京」展を東京都の文化財団との共催で池袋の東京芸術劇場で開催(2006年)
- いしかわみなとの針金遊び展「WIRE WIRE」(2010年)
- 写真展「ザ・イシカワスタイル」(2013年)
- 小川義文監修「花の写真FBグループ展」に参加 (2015年)
- 「（弧展）写真5人展」に参加 (2017年)
- 石川源写真展「Still my Life (2024年)

## 講義・講演
- 韓国通産省の外郭団体KIDPの要請でパッケージデザインの技術指導に渡韓(1994～96年)
- NHK文化センターにおいて、生活雑貨講座の講師(1998年)
- 桑沢デザイン研究所　非常勤教員を勤める(2006年)
- 多摩美術大学にて特別講義(2009年)
- 千葉商科大学にて特別講義(2010年)
- 日本包装技術協会にて講演(2011年)

## 著書
- 写真集『ポ・ラ・コ・レ』(1993年)
- 『23人のつくったやさしい雑貨たち』NHK出版(1995年)
- 『ファーマーズテーブルの本』主婦と生活社(2005年)
- ｢写真集ザ・イシカワスタイル｣（2013年）